# Kulaly Aral
Kulaly Aral är en ö i Kazakstan. Den ligger i oblystet Mangghystau, i den västra delen av landet, 1 700 km väster om huvudstaden Astana.